# Nihonogomphus huangshaensis
Nihonogomphus huangshaensis là loài chuồn chuồn trong họ Gomphidae. Loài này được Chao miêu tả khoa học đầu tiên năm 1999.